# カン・スンシク
カン・スンシク（강승식、姜昇植、Kang Seung-Sik、1995年4月16日 - ）は、男性アイドルグループ「VICTON」のメンバー。Play Mエンターテインメント所属。

## 来歴

### デビュー前
- 1995年4月16日、京畿道城南市で誕生。

### デビュー後
- 2016年11月9日、VICTONのメンバーとしてデビューした。
- 2019年7月19日、リーダーのハン・スンウが『PRODUCE X 101』最終回にて「X1」のメンバーとなることが確定したため、ハン・スンウが不在の間はVICTONのリーダーとして務めることになった。
- 2020年3月19日、ラジオ番組にて引き続きVICTONのリーダーとして活動することを発表。
- 2021年3月20日、V LIVEとLINE LIVE配信のソウル・クァンリムアートセンターBBCHホールで開催される劇場型ドラマライブシットコム『オンエア- 秘密契約』で主役のアーロン（アン・ドゥリ）役として出演し、演技デビュー[1][2]。

## ディスコグラフィ

### OST
| 発売日        | タイトル                                            | 収録アルバム                                | 備考                                                   |
| ------------- | --------------------------------------------------- | ------------------------------------------- | ------------------------------------------------------ |
| 2020年4月23日 | 기억이 잠든 사이에（While The Memory Fall A Sleep） | 그 남자의 기억법 OST Part.5                 | MBC「その男の記憶法」OST                               |
| 2020年7月7日  | When We Were Close                                  | (아는 건 별로 없지만) 가족입니다 OST Part 4 | tvN「（知っていることはあまりないけれど）家族です」OST |

## 出演

### 舞台
- オンエア - 秘密の契約（2021年3月21日 - 4月14日、BBCHホール）
- 愛してました（2021年8月15日、BBCHホール）

### 公演
- 「ONAIR-秘密契約」スペシャルコンサート（2021年4月17日・18日、BBCHホール[4]）